# 歌詩達迷人號
歌詩達迷人號（英語：Costa Fascinosa）是歌詩達郵輪船隊擴充計劃，五艘船隻其中的一艘協和級郵輪，於2007年10月訂製，2012年5月6日首航。

## 設計與建造
歌詩達迷人號及其姊妹郵輪歌詩達輝宏號，於2007年10月訂製，是歌詩達郵輪船隊24億歐元的擴充計劃的一部份，志在建造五艘全新的郵輪，並於2009年到2012年期間投入服務，令船隊的載客量提升50%。
兩艘船的名字均在比賽中挑選出來，第一階段已收到來自全球的16,000對提議，當中25對入圍的名字被放到公司網站上供大眾投票，最後選出Fascinosa和Favolosa，意大利語意思分別為美艷（"glamorous"）和極好（"fabulous"）。
船艦建基於協和級的設計，排水量達114,500英噸，共提供1,506個客艙，可乘載3,780個客人，是船隊的第十六艘船艦。

## 運作簡史
歌詩達迷人號主要於地中海東部航行， 2012年11月被調往南美洲，2013年夏季返回地中海服務。

## 外部連結
- 官方网站